# 范社岭
范社岭（1965年8月—），男，汉族，河北鸡泽人，中华人民共和国政治人物。现任民建中央委员，民建河北省委专职副主委兼秘书长。第十三、十四届全国政协委员。